# 葉建源
葉建源（英語：Ip Kin-yuen，1961年12月4日—），教育工作者，香港小班教學學會主席，曾任中學教師，中學校長，大專講師，前香港立法會教育界功能組別議員、香港教育專業人員協會副會長。2016年7月25日，葉建源宣布參加2016年香港立法會選舉（教育界功能界別），其後成功連任。

## 背景
葉建源於已拆卸的藍田邨成長，共有5兄弟姊妹，祖籍廣東省惠州市惠陽區，曾就讀佛教內明小學（至二年級）、藍田循道小學（至四年級）、聖愛德華學校（五六年級）、聖言中學，1984年於香港大學畢業，主修中國語文及中國歷史，在學時擔任第九屆青年文學獎執委會主席，香港大學學生會副會長，關注香港前途問題和爭取民主。葉建源畢業後旋即出任出版社總編輯（1984－1985），香港社區組織協會社區工作者（1985－1986），其後成為中學教師，於第五組別（Band 5）中學任教8年，再於香港大學完成教育文憑（1989）及教育碩士（教育管理，1994），特別關注課程、學習困難學生等議題，並開始於香港各大報章的專欄和評論版撰寫教育評論和教學心得至今，於中學任教其間寫成的教育週記，後來編成《粉筆歲月﹕教與學的成長路》出版。他亦長期於各大報章，包括《明報》、《星島日報》、《信報》、《經濟日報》、《大公報》及《文匯報》擔任專欄作者。
1995年，葉建源轉職香港教育學院（現香港教育大學）教育管理及專業支援系講師，主力培訓中小學教師和校長的工作，研究範圍包括教育改革，小班教學等。其間曾任中央政策組非全職顧問（1997－1999）及借調教育署輔助決策組（1999－2000）。
於教育學院任職時，葉建源倡議推動中小學以小班教學解決適齡人口下降的危機，並對教育改革的弊端直言無諱，引起當時教育統籌局（現為教育局）高官的不滿，並要求教院校長莫禮時將他辭退，是為轟動一時的教院風波。
2007至2009年，葉建源出任香港兆基創意書院校長。2012年出任香港教育專業人員協會總幹事，後來代表教協出選2012年立法會選舉，並成為立法會（教育界）議員。
葉建源曾是民主黨成員，至2006年退黨, 另外，他也是教協會員，歷時超過20年。

## 香港教育學院風波
2006年，葉建源擔任香港教育學院講師，因被時任香港教育統籌局常任秘書長羅范椒芬點名向教院施壓要求解僱，引致香港教育學院風波，結果葉建源未被辭退，而羅范椒芬則在聆訊結束後下台。葉建源因教院風波被公眾認識，隨後加入教協。

## 立法會議員

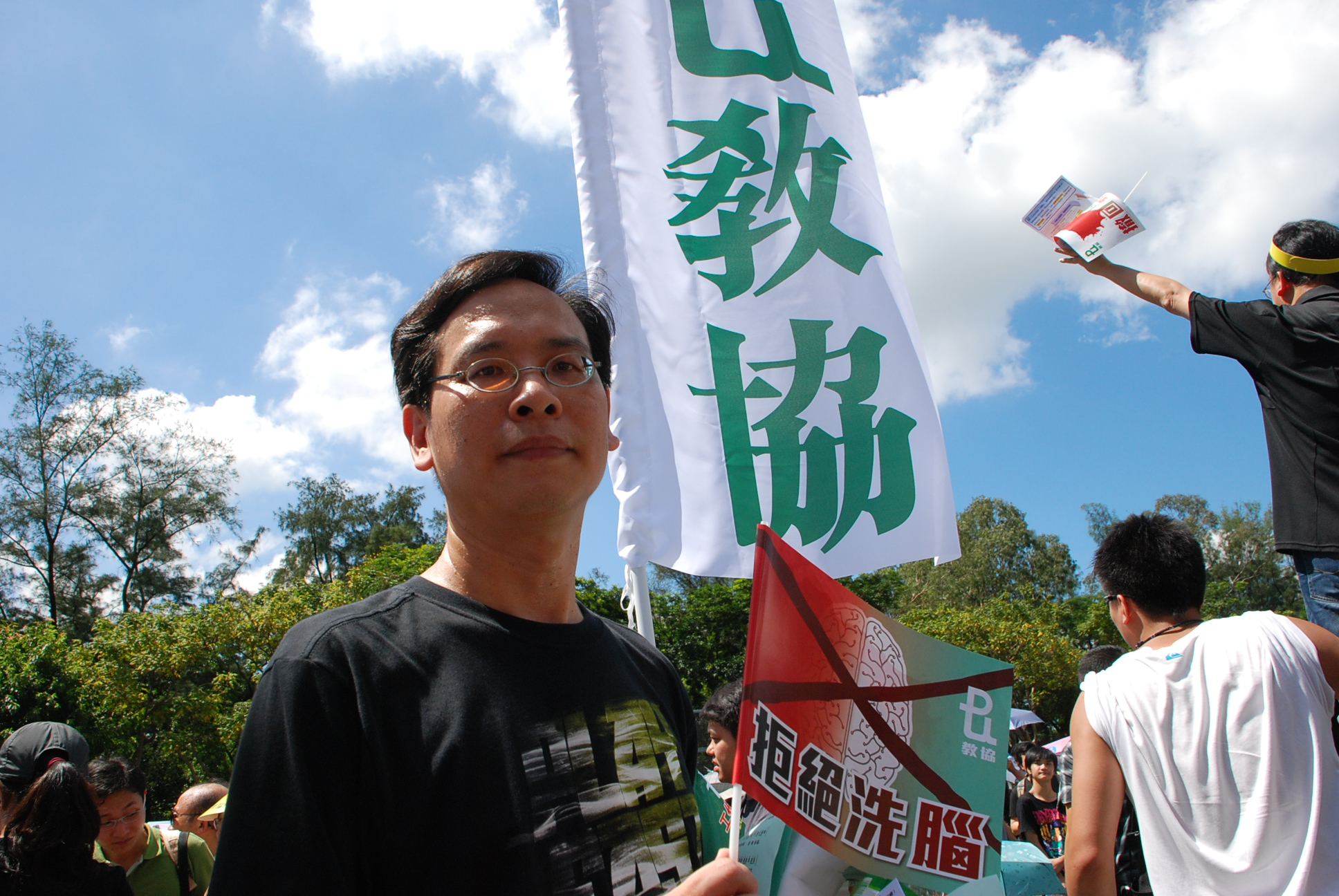
教協總幹事葉建源參與反對德育及國民教育科「拒絕洗腦」活動

2012年香港立法會選舉中，接替因病退選的教協會長馮偉華出選立法會教育界議席，並擊敗教育評議會副主席何漢權，使泛民主派候選人自1985年至今繼續勝任教育界功能組別議席。
葉建源於2016年香港立法會選舉以71.7%有效選票（45,984票），擊敗香港教育工作者聯會副主席蔡若蓮，連任立法會教育界議員。
根據立法會秘書處的統計，葉建源在任四年間會議的出席率良好。例如教育事務委員會、研究落實免費幼稚園教育小組委員會的出席率均為百分之一百。於立法會會議提出質詢的次數為43次，高於全體議員的平均數。不過，亦有部分委員會的出席情況未如理想。例如人事編制小組委員會，葉建源在2013年只有44%的出席率。
2016年9月25日，宣佈聯同郭榮鏗、莫乃光、姚松炎、梁繼昌及邵家臻組成專業議政，加強各專業界別在議會中的合作，捍衛專業自主，但聯盟不會綑綁政治立場，會就不同議題商討。

## 政治立場及關注議題
葉建源為泛民主派一員，並主要關心教育議題，包括學術自主，教師權益等。

### 全港性系統評估的爭議
2016年12月，就全港性系統評估的爭議，葉建源及其獨立研究員完成近五萬字的《全港性系統評估(TSA)政策實施研究》，為小三TSA的爭議提供學術研究基礎。

### 學術自主議題
學術自主是葉建源其中一個關心的議題。例如於2020年4月，民建聯立法會議員葛珮帆基於試卷內容提及一些親建制派人物言論，指控一份香港中文大學通識課程試卷偏頗。試卷本身並無要求學生評價言論孰是孰非，其後葉建源看過試卷，反指考題只是以有關人士的言論作為切入點，並非要求考生分析時事，而是評核考生對中國傳統思想的了解，認為屬哲學層面的思考，批評葛去信教局施壓的做法影響院校學術自主。

### 重研輕教議題
重研輕教泛指各大專院校將資源傾側向研究方面以推高學術排名，並將教學工作依賴予非全職的流浪講師。葉建源認為，大學教育資助委員會應善意提醒各院校，切忌「重研輕教」，避免教職員過於零散化。

## 軼事
《東方日報》報導，葉曾於2014年違反立法會秘書處規定，與三位議員助理在大樓九樓茶水間的用電磁爐「打邊爐」。
此外，葉建源對於一些事情表態含糊，例如在2015年7月28日的港大校委衝擊事件，葉建源未有正面回應學生的衝擊行為，表示不評論學生行動。2016年7月，港大民主牆被貼上粗言辱罵的大字報，葉建源表示不評論粗言大字報是否合適。

## 外部連結
- 立法會葉建源議員辦事處（页面存档备份，存于）
- 葉建源的Facebook專頁